# Лукашук Богдан Олегович
Богдан Олегович Лукашук (10 серпня 1982, Хмельницький) — український політичний діяч, депутат Хмельницької міської ради 8-го скликання, Народний депутат України 9-го скликання.

## Із життєпису
Закінчив Хмельницький національний університет (2006) та Київський національний економічний університет імені Вадима Гетьмана (2011). У 2004—2005 роках працював фінансовим аналітиком порталу державних закупівель, у 2010—2011 роках — у Держкомземі. З 2015 року працював на родинному підприємстві. Власник декількох компаній, співвласник низки обслуговуючих організацій житлово-будівельних кооперативів у Хмельницькому. У 2021 став бенефіціарним власником новоствореного родинного аграрного підприємства «Агролайн-Поділля».
Помічник народних депутатів України Є. Константинова (2006—2012), А. Яценка (2012—2014) та свого батька О. Лукашука (4 — 7 скликання, на громадських засадах). У 2020—2024 роках очолював Хмельницьку обласну організацію «Батьківщини», у 2020 році очолив молодіжне крило партії в області.
У 2014—2015 роках — заступник голови Хмельницької районної адміністрації. У 2015 році балотувався кандидатом у депутати Хмельницької міської ради, у 2019 році — до Верховної Ради України. Обидва рази від «Батьківщини», не обраний. На місцевих виборах 2020 року балотувався на посаду міського голови Хмельницького та кандидатом в депутати Хмельницької міськради від «Батьківщини» — обраний депутатом міської ради. Був членом виконавчого комітету міської ради.
Обраний Народним депутатом України за списками «Батьківщини» замість Альони Шкрум. Склав присягу 6 грудня 2024 року.